# Carl Joseph Begas
Pour les articles homonymes, voir Begas.
Carl Joseph Begas, né le 30 septembre 1794 à Heinsberg et mort le 24 novembre 1854 à Berlin, est un peintre allemand.

## Biographie
Carl Joseph Begas (ou Begasse) descend d'une famille huguenote. Il fait son apprentissage à Cologne et à Bonn et se rend à Paris pendant l'année 1813 pour étudier dans l'atelier de Gros. L'année suivante il est appelé à Berlin et reçoit une bourse du roi Frédéric-Guillaume III. Il fait un voyage en Italie en 1822 et fait partie du groupe des Nazaréens. C'est à cette époque qu'il signe désormais Begas, forme plus germanique que Begasse, et qu'il est admis à l'Académie des arts de Berlin. Il en est nommé professeur en 1826. On compte parmi ses élèves Frédérique O'Connell, connue alors sous son nom de jeune fille Émilie-Auguste Miethe.
Il évolue ensuite vers le mouvement romantique de Düsseldorf et devient l'un des représentants les plus significatifs du romantisme pictural. En plus de sujets historiques, il peint de plus en plus des portraits.
Frédéric-Guillaume IV le nomme peintre de la cour en 1846. Ses quatre fils seront aussi artistes: le peintre et sculpteur Reinhold Begas (1831-1911), le sculpteur Carl Begas (1845-1916), le peintre Oskar Begas (1828-1883) et Adalbert Begas.

## Honneur
- Chevalier de l'ordre de Léopold (Belgique, 1er novembre 1851)[2].